# 拉拉集團
拉拉集團（西班牙語：Grupo Lala, S.A.B. de C.V.）是一家墨西哥乳製品公司，總部位於杜蘭戈州戈麥斯帕拉西奧。 該公司於1949年成立於科阿韋拉州托雷翁，是世界上最大的乳製品公司之一。

## 企業結構
1949 年，公司在科阿韋拉州成立，名為 拉古納巴氏殺菌器 (Pasteurizadora Laguna)。一年後，第一家乳製品巴氏滅菌和分銷工廠成立。
直到1985年，合作社成員在墨西哥成立為國家組織，並成立了民間協會 拉拉基金會 (Fundación Lala)，向墨西哥的邊緣化地區分配基本資源。 1987年，他們在科阿韋拉州托雷翁建造了第一家超巴氏殺菌工廠。
1989年，墨西哥政府採取措施消除肥胖後，創建了 拉拉國際馬拉松 (Maratón Internacional Lala)，其資源專門用於墨西哥的公共衛生。
1997年左右，聯合國減少氣候變遷協議公佈後，獨立包裝工廠 泰克諾帕克 (Tecnopak)成立。
2009 年，拉拉集團從美國乳製品生產商手中收購了 國家乳業控股公司 (National Dairy Holdings L.P.)。
2017年8月，拉拉集團以18.4億美元收購了巴西乳製品公司 維戈爾 (Vigor)及其在 伊坦貝 (Itambé)的股份。

## 品牌
- 拉拉 (Lala)
- 尤米拉拉 (Yomi Lala)
- 佩蒂祖 (Peti Zoo)
- 生物4 (Bio4)
- 拉拉庫特 (Lalacult)
- 營養乳 (Nutri Leche)
- 洛斯火山 (Los Volcanes)
- 莫納卡 (Monarca)
- 米萊什 (Mileche)
- 北方 (Boreal)
- 休息 (Break)
- 生物平衡 (Bio Balance)
- 西盧埃特 (Siluette)
- 天然的 (Natural'es)
- 拉斯蓬特斯 (Las Puentes)
- 博登 (Borden)
- 貝爾 (Bell)
- 維戈爾 (Vigor)

## 旗下子公司
- 博登 (Borden)
- 拉拉美國 (Lala US)
- 維戈爾 (Vigor)

## 外部連結
- 官方网站 （西班牙文）